# Patrik Jönsson
Mats Patrik Torbjörn Jönsson (ur. 16 października 1972 w Hässleholm) – szwedzki polityk i samorządowiec, poseł do Riksdagu.

## Życiorys
Uzyskał wykształcenie średnie. Pracował w administracji kolejowej Banverket i następnie w Trafikverket, instytucji publicznej zajmującej się administracją transportową. Zaangażował się w działalność polityczną w ramach Szwedzkich Demokratów. Został radnym swojej rodzinnej miejscowości (pełnił funkcję wiceprzewodniczącego rady), a także radnym regionu Skania. W 2014 po raz pierwszy sprawował mandat deputowanego do Riksdagu. Od tegoż roku do 2018 był członkiem władz regionu Skania. W wyniku wyborów w 2018 powrócił do szwedzkiego parlamentu. W 2022 z powodzeniem ubiegał się o poselską reelekcję.